# Eleições municipais em Porto Velho em 1988
As eleições municipais em Porto Velho em 1988 ocorreram em 15 de novembro, como parte das eleições municipais em 24 estados brasileiros e nos  territórios federais do Amapá e Roraima. No caso em questão foram eleitos o prefeito Chiquilito Erse, o vice-prefeito Amizael Silva e treze vereadores.
Nascido em Manaus, o técnico em administração Chiquilito Erse é formado pela Universidade Federal do Amazonas em 1974 e concluiu a especialização em Planejamento Rural Integrado na Universidade Federal do Ceará dois anos depois. Nomeado secretário de Administração pelo governador Jorge Teixeira em 1979, atuou na transição de Rondônia de território federal a estado, medida efetivada no governo do presidente João Figueiredo, em 1981. Eleito deputado federal pelo PDS em 1982, votou a favor da emenda Dante de Oliveira em 1984 e escolheu Tancredo Neves no Colégio Eleitoral em 1985, ano em que ingressou no PFL e perdeu a eleição para prefeito de Porto Velho. Candidato a senador em 1986, foi o mais votado em Rondônia, mas não se elegeu graças ao ardil das sublegendas, casuísmo que entregou as duas vagas em disputa aos candidatos do PMDB. Após migrar para o PTB, elegeu-se prefeito de Porto Velho em 1988.
Nascido em Bacabal, o professor Amizael Silva foi diretor da Escola Barão de Lucena, em Porto Velho. Filiado à ARENA, elegeu-se vereador nesta cidade em 1972 e primeiro suplente em 1976, chegando a exercer o mandato. Eleito deputado estadual via PDS em 1982, foi o relator-geral da primeira Constituição Estadual em 1983 e presidente da Assembleia Legislativa de Rondônia por dois anos a partir de 1985, sendo reeleito pelo PFL em 1986. Sua carreira política continuou ao eleger-se vice-prefeito de Porto Velho em 1988, na chapa de Chiquilito Erse, acumulando este mandato com o de parlamentar, repetindo o papel de relator-geral durante a Constituição do Estado de Rondônia, promulgada em 1989.

## Resultado da eleição para prefeito
Foram apurados 74.884 votos nominais (79,95%), 14.242 votos em branco (15,21%) e 4.538 votos nulos (4,84%), resultando no comparecimento de 93.664 eleitores
| Candidatos a prefeito de Porto Velho | Candidatos a vice-prefeito | Número | Coligação                          | Votação | Percentual |
| ------------------------------------ | -------------------------- | ------ | ---------------------------------- | ------- | ---------- |
| Chiquilito Erse PTB                  | Amizael Silva PFL          | 14     | Acorda Porto Velho (PTB, PFL, PDS) | 32.434  | 43,31%     |
| José Guedes PSDB                     | Odaisa Fernandes PSDB      | 45     | PSDB, PMB, PJ, PCB, PCdoB          | 24.066  | 32,14%     |
| Sérgio Carvalho PMDB                 | João Coelho PMDB           | 15     | PMDB (sem coligação)               | 7.609   | 10,16%     |
| Jacob Atallah PDT                    | Raquel Cândido PDT         | 12     | PDT (sem coligação)                | 6 792   | 9,07%      |
| Odair Cordeiro PT                    | Iolanda Carvalho PT        | 13     | PT (sem coligação)                 | 2.489   | 3,33%      |
| Glorinha Rondon PL                   | Joviniano Macedo PL        | 22     | PL (sem coligação)                 | 695     | 0,93%      |
| Waldir Perazzo PSB                   | Amilton Rodrigues PSB      | 40     | PSB (sem coligação)                | 587     | 0,78%      |
| Roberto Brandão PSC                  | Lucineide Barbosa PSC      | 20     | PSC (sem coligação)                | 212     | 0,28%      |
| Fontes:                              |                            |        |                                    |         |            |

## Resultado da eleição para vereador
| Vereadores de Porto Velho     | Partido | Votação |
| ----------------------------- | ------- | ------- |
| Marlene Gorayeb               | PDS     | 1.167   |
| Enéas Rômulo de Araújo        | PMB     | 1.043   |
| Waldemar Pires Marinho        | PMDB    | 1.032   |
| Elizabeth Badocha             | PMDB    | 925     |
| Kurt Itamar Kettenhuber       | PMDB    | 910     |
| Cláudio José Marques Vidal    | PMDB    | 810     |
| Mauro Nazif                   | PSDB    | 668     |
| Álvaro Costa                  | PTB     | 595     |
| Jeorge Romão dos Santos       | PSDB    | 553     |
| João Vitalino Neto            | PDS     | 541     |
| Valter Canuto Neves           | PSDB    | 519     |
| Zoracy Parra da Motta         | PTB     | 492     |
| Maria Jorge Souza de Oliveira | PDT     | 431     |
| Fontes:                       |         |         |